# Scatofagide
Scatofagidele (Scathophagidae sau Scatophagidae, Cordyluridae) este o familie de muște de talie mijlocie, cu nervația aripii caracteristică. Au o trompă puternică, labele lățite. Pe torace au totdeauna peri senzoriali țepoși. Abdomenul mai mult sau mai puțin cilindric. Sunt foarte bune zburătoare. Se hrănesc cu dejecții, resturi vegetale și menajere în putrefacție sau sunt răpitoare, prinzând alte insecte (mai ales cu diptere mici) pe care le sug cu trompa lor. Larvele au același mod de hrănire. Sunt și unele larve fitofage, trăind în tulpinile plantelor ca și unele forme parazite în  omizi.
Scathophaga stercoraria (Scatophaga stercoraria) are capul negru cu pruinozitate cenușiu-gălbuie, iar abdomenul acoperit cu peri galbeni lungi. Este o specie exofilă. Adulții se întâlnesc frecvent pe excremente și resturi menajere. Se hrănesc atât cu substratul respectiv, cît și alte insecte coprofage (mai ales cu diptere mici) pe care le sug. Larvele sunt, de culoare cenușie-gălbuie, cu antenele negre; se dezvoltă ca prădători ai faunei coprofile din excremente (îndeosebi în cele de bovine).

## Sistematica
La nivel mondial, sunt descrise aproximativ 500 de specii și 66 de genuri. În România se întâlnesc 8 specii .